# 正曆 (日本)
正曆（990年11月26日~995年3月25日）是日本的元号之一，指的是永祚之後、長德之前，990年到994年這段期間。這個時期的天皇是一條天皇。

## 改元
- 永祚二年十一月七日（990年11月26日） 改元正曆。
- 正曆六年二月二十二日（995年3月25日） 改元長德。

## 出處
《史記•历书》：而新垣平以望气见，颇言正历服色事，贵幸，後作乱，故孝文帝废不复问。

## 大事記
- 正曆元年至四年：藤原道隆歷任攝政關白職。
- 正曆元年：藤原兼家之孫・定子入內，成為宮廷女流文學興盛的契機。
- 正曆二年：一条天皇賜皇太后・詮子東三條院之號，首開女院號下賜之例。
- 正曆二年：出家的圓融上皇逝世。
- 正曆五年：金剛峰寺因被雷擊中而引起大火。

## 紀年、干支、西曆對照表
| 正曆 | 元年  | 2年   | 3年   | 4年   | 5年   | 6年   |
| 公元 | 990年 | 991年 | 992年 | 993年 | 994年 | 995年 |
| 干支 | 庚寅  | 辛卯  | 壬辰  | 癸巳  | 甲午  | 乙未  |